# Батуринське сільське поселення (Асінівський район)
Бату́ринське сільське поселення (рос. Батуринское сельское поселение) — сільське поселення у складі Асінівського району Томської області Росії.
Адміністративний центр — село Батурино.
Населення сільського поселення становить 1614 осіб (2019; 2077 у 2010, 2486 у 2002).

## Склад
До складу сільського поселення входять:
| Населений пункт       | Населення, осіб (2002) | Населення, осіб (2010) |
| --------------------- | ---------------------- | ---------------------- |
| Батурино, село        | 2082                   | 1783                   |
| Ноль-Пікет, селище    | 188                    | 124                    |
| Первопашенськ, селище | 216                    | 170                    |